# Sergei Wiktorowitsch Peretjagin
Sergei Wiktorowitsch Peretjagin (russisch Сергей Викторович Перетягин; * 19. April 1984 in Kirowo-Tschepezk, Russische SFSR) ist ein russischer Eishockeyspieler, der seit September 2018 beim ASC Corona 2010 Brașov in der multinationalen Ersten Liga unter Vertrag steht.

## Karriere

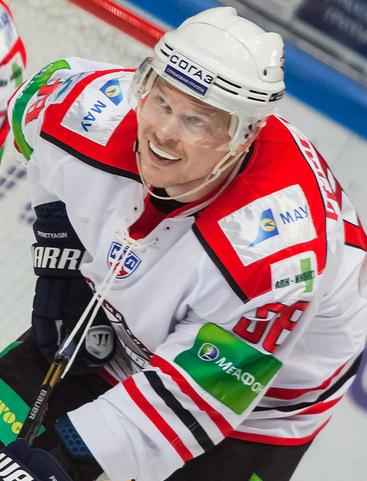
Sergei Peretjagin im Trikot des HK Donbass Donezk, Januar 2013

Sergei Peretjagin begann seine Karriere als Eishockeyspieler in seiner Heimatstadt bei Olimpija Kirowo-Tschepezk, für dessen Profimannschaft er von 2001 bis 2003 in der Wysschaja Liga, der zweiten russischen Spielklasse, aktiv war. Im Laufe der Saison 2002/03 unterschrieb der Verteidiger einen Vertrag bei dessen Ligarivalen Torpedo Nischni Nowgorod, mit dem er am Saisonende in die russische Superliga aufstieg. Nachdem er die folgende Spielzeit in Nischni Nowgorod begonnen hatte, wechselte er im Laufe der Spielzeit innerhalb der Superliga zu Neftechimik Nischnekamsk.
Die Saison 2004/05 begann Peretjagin beim Zweitligisten Neftjanik Leninogorsk und beendete sie in der Superliga bei Molot-Prikamje Perm. Auch in der folgenden Spielzeit blieb er nicht länger bei einem seiner Vereine und spielte für seine Ex-Clubs Neftechimik Nischnekamsk aus der Superliga und Torpedo Nischni Nowgorod aus der Wysschaja Liga. Zur Saison 2006/07 wechselte er zu Krylja Sowetow Moskau. Nach einem halben Jahr wurde er vom SKA Sankt Petersburg verpflichtet, bei dem er in den folgenden dreieinhalb Jahren unter Vertrag stand und mit dem er ab der Saison 2008/09 in der neu gegründeten Kontinentalen Hockey-Liga auf dem Eis stand. Im Oktober 2010 wechselte er innerhalb der KHL zu Amur Chabarowsk.
In den folgenden zwei Spieljahren lief er in 71 KHL-Spielen für Amur auf, ehe er im November 2012 an den HK Donbass Donezk abgegeben wurde. Im Mai 2013 wechselte er innerhalb der KHL zu Lokomotive Jaroslawl, kam aber in der folgenden Spielzeit nur auf 18 Einsätze in der KHL. Im September 2014 kehrte er zu Amur Chabarowsk zurück.
Ab November 2015 stand Peretjagin dann bei den Piráti Chomutov in der tschechischen Extraliga unter Vertrag, ehe er im September 2016 einen Vertrag beim neu gegründeten KHL-Klub Kunlun Red Star erhielt. Zu Beginn der Saison 2017/18 war er für den aktiv, ehe er im November 2017 zu Kunlun Red Star zurückkehrte.
Seit September 2018 spielt Peretjagin für den ASC Corona 2010 Brașov in der multinationalen Ersten Liga.

### International
Für Russland nahm Peretjagin 2008 an der Euro Hockey Tour teil. In neun Spielen gab er dabei zwei Torvorlagen.

## Erfolge und Auszeichnungen
- 2003 Aufstieg in die Superliga mit Torpedo Nischni Nowgorod
- 2013 Gewinn des IIHF Continental Cup mit dem HK Donbass Donezk

## Statistik
(Stand: Ende der Saison 2015/16)